# Història de la crítica d'art
Història de la crítica d'art (Storia della critica d'arte en italià o History of Art Crticism en anglès) és un llibre escrit pel crític i historiador de l'art Lionello Venturi. Publicat per primera vegada als Estats Units el 1936 i posteriorment en francès el 1938, el llibre pretén ser, segons Rosario Assunto, "una historia de las ideas estéticas que han condicionado las valoraciones del arte" des de l'antiguitat fins al segle xx.

## La crítica d'art com a mètode historiogràfic
Venturi ja proposava el problema de la crítica d'art i el concepte del gust deu anys abans de la publicació d'Història de la crítica d'art en el seu llibre Il gusto dei primitivi. En aquesta obra ja buscarà, no estudiar l'objecte artístic en si, sinó els discursos que han sorgit a partir d'aquest, o com aquests han influït en l'objecte artístic. La qual cosa, segons G. C. Argan, comporta a "ammettere che l'opera d'arte non esiste, come valore, se non nel giudizio che la riconosce tale" admetre que l'obra d'art no existeix, com a valor, sinó en el judici que la reconeix com a tal. Conseqüentment, Venturi busca expandir els horitzons de la crítica d'art en incloure-la sistemàticament en la concepció del discurs històric-artístic, metodologia que s'utilitzarà per resoldre el problema de la gran quantitat d'obres atribuïdes a Giorgione en la seva obra Giorgione e il giorgionismo (1913). Per dur a terme aquesta tasca, Venturi s'allunya de la metodologia filològica o estilística d'historiadors vuitcentistes com Cavalcaselle i Morelli, respectivament, i s'adhereix a una propera a la filosofia idealista de Benedetto Croce, que intenta concebre una definició general de l'art vinculada a la personalitat de l'artista (creador a través del sentiment), més enllà de les condicions històriques o el gust preponderant durant la concepció d'una obra.
La qüestió sobre la metodologia per aproximar-se a l'art contemporani ja havia estat plantejat en l'assaig Considerazione sull'attuale critica d'arte (1930), en el qual posa en evidència l'escissió entre crítica i història de l'art, la primera ocupant-se de manera literària o periodística de l'art contemporani, sense prestar atenció a criteris històrics i filològics, i la segona en fer una simple catalogació ja sigui tradicionalista, o seguint les noves tendències formalistes i estilístiques, de les obres del passat. Venturi pretenia, doncs, conciliar història i crítica per, com declara Nello Ponente, "maggiore sarebbe stata la comprensione dell'arte del passato se la si fosse considerata attraverso l'esperienza dell'arte del proprio tempo", millorar la comprensió de l'art del passat al considerar-la a través de l'experiència de l'art del propi temps. O viceversa, com va expressar el mateix Venturi, "spiegare l'arte moderna con una revisione dell'estetica e dell'apprezzamento critico dell'arte passata", explicar l'art modern com una revisió de l'estètica i de l'apreciació crítica de l'art passat. Començar per una història de la crítica per així procedir a trobar un mètode de valoració, un pla teòric comú, que abasti l'art del passat i el del seu contemporaneïtat, i així crear una història crítica de l'art.

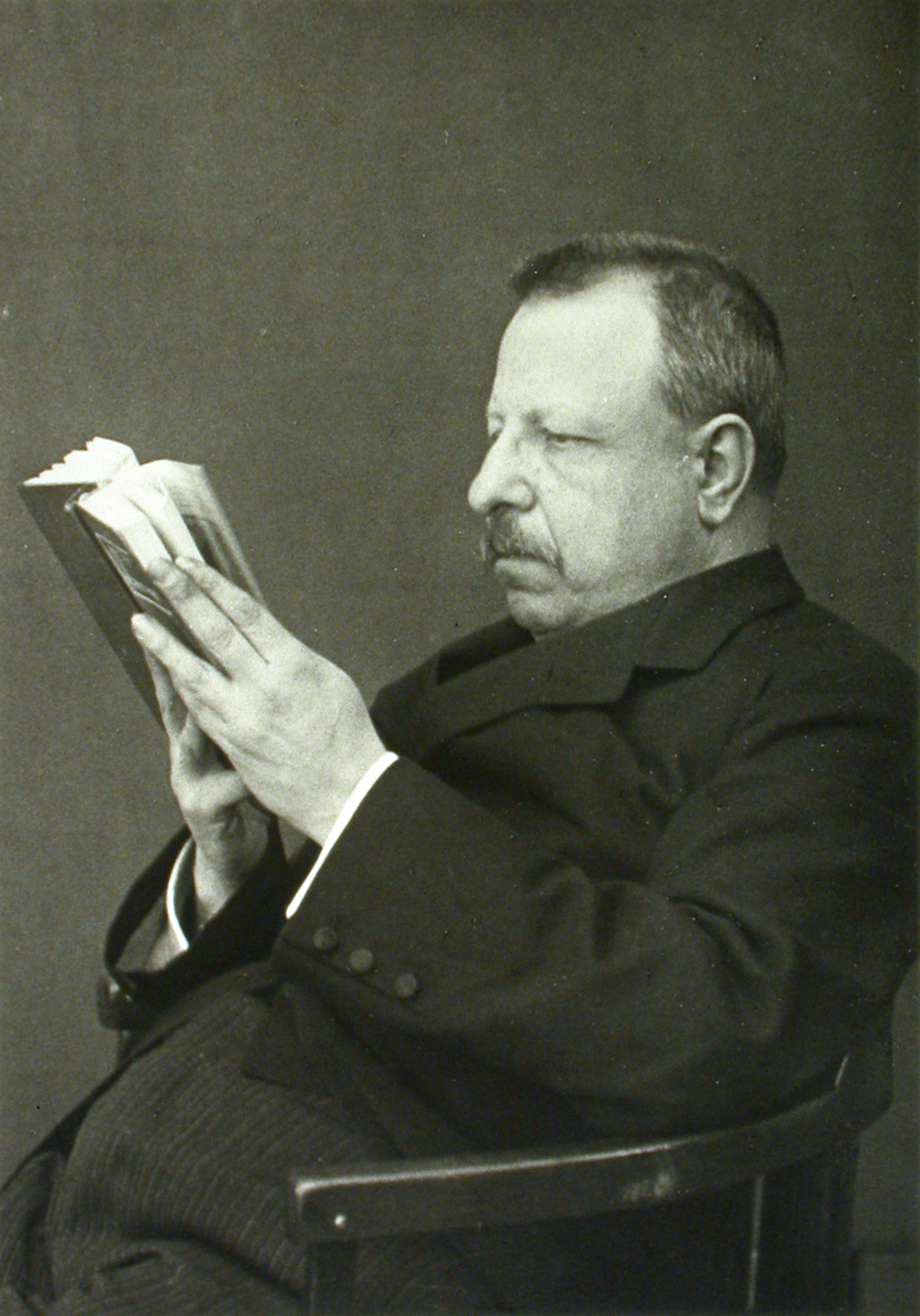
Benedetto Croce (1866-1952)

## Context de publicació
Les propostes teòriques de Venturi, que donaven lloc al valor del gust - relatiu i específic a un context - sobre el valor absolut de l'art, juntament amb el seu projecte d'identificar crítica i història de l'art, resulten incompatibles amb el feixisme incipient a Itàlia. Conseqüentment, després d'haver rebutjat jurar fidelitat al règim, s'exilia a França. És durant la seva estada a París quan escriu Història de la crítica d'art, però, a causa de la defensa del neoclassicisme en els cercles d'acadèmics de l'art a França, aquest no va trobar editor aquí, sinó que a Nova York l'any 1936, ciutat a la qual s'exiliaria una segona vegada cinc anys més tard durant l'ocupació alemanya de França. D'aquesta manera, quan l'editor li va demanar unes poques línies per a la funda del llibre, Venturi escriurà que els seus postulats no tenen lloc en la crítica i història de l'art europees, però sí en l'americana "I wrote this treatise for the American public, because I am aware that the American scholars, students, and amateurs are interested today in the theoretical problems more than the European public". El seu llibre va trobar editor per a la llengua francesa el 1938 a Brussel·les, però no va ser fins a la fi de la guerra el 1945 quan, amb el retorn de Venturi a Itàlia, Història de la crítica d'art va poder publicar-se en l'idioma en què originalment havia estat concebut.

## Resum del llibre

### Introducció i objectiu
Venturi inicia el llibre plantejant la que ell considera la situació de la disciplina de la història de l'art i, així mateix, el que ell entén per art. Primerament, posa l'accent en la falta d'unitat en què està sumit aquest estudi a causa de l'unívoc interès per aconseguir un progrés en la disciplina per mitjà de la mera constatació de fets, sense la recerca d'emetre judicis i fins i tot negant la importància d'aquests. Venturi explica que la identificació de la història de l'art amb una filologia es pot remuntar a inicis del segle xix, després de la crítica a la poca exactitud de l'estudi de l'art a partir d'una filosofia idealista, i el seu rebuig a favor d'una historiografia positivista i científica que es limita a classificar cronològicament fets històrics sense tenir una unió conceptual. Aquests, per Venturi, "no representaban ya nada para el espíritu humano, sino la mera curiosidad erudita". Conseqüentment, el judici artístic va deixar de ser la base de l'estudi artístic per emetre a posteriori, ja sigui basant-se en conceptes aliens a l'art (en considerar l'obra d'art com un producte determinat per les condicions socials alienes a aquesta), o a partir de la tradició de les acadèmies artístiques.
Venturi prossegueix a donar-li importància al coneixement històric de l'estètica per lliurar-se dels prejudicis comuns de l'historiador o crític d'art, i així defineix l'objectiu d'aquesta com "la tarea de encontrar el atributo común, en base al que las obras de poesía, pintura, escultura, arquitectura, música, etc., deben ser consideradas obras de arte; esto es, la definición del concepto arte". No obstant això, aquest atribut no es pot investigar per mitjà de l'observació emperò si per la introspecció, és a dir, per la meditació sobre l'activitat mental de l'home en el moment de la creació artístic. D'aquesta manera Venturi explica aquest criteri en comú definidor de l'art, el qual es basa a identificar aquesta activitat mental de l'home durant la creació artística i que, per Venturi, és la imaginació o fantasia. Tanmateix, aquesta no parteix del no-res (i així no es perd en el fantasiós), sinó que parteix de la realitat, però a través del filtre del sentiment. Per tant, "[el arte] muestra aquella parte de la realidad que se substrae al conocimiento racional". Així mateix, s'afegeix que qualsevol cosa, des d'un objecte físic a Déu o qualsevol altre concepte abstracte, pot inspirar l'artista sempre que desperti els sentits i sentiment per no perdre en el fantasiós. Partint de l'experiència sensorial i el sentiment, l'artista té la tasca de crear una forma que ha de ser creada, no copiada ni inventada (mentre que l'art, a diferència d'una invenció, no és aliè a la vida humana). És a dir, l'art es distingeix de la resta de les activitats humanes per la seva creativitat. Finalment afegeix que no hi ha una manera correcta o perfecta, sinó que la perfecció d'aquesta depèn únicament de la personalitat de l'artista.
Partint del principi que la imaginació de l'artista no srut del buit, Venturi defineix el concepte del gust com el caràcter en comú entre els elements constitutius d'una obra d'art, ja siguin tècnics o conceptuals. Aquest caràcter en comú d'elements és el que pot definir a escoles o moviments artístics, però no s'identifica amb l'art com a tal, ja que els elements per si sols no tenen la síntesi creativa pròpia de l'art. Continua descrivint que el crític que es mou en l'àmbit purament analític, en descriure els elements constitutius d'una obra, només rau en l'esfera del gust sense donar un judici que justifiqui els seus esquemes dins del concepte universal de l'art. Així mateix, s'afirma que el valor negatiu o positiu de qualsevol gust també rau en la concordança que aquest tingui amb la creativitat de l'artista.
Venturi expressa la importància d'eliminar la dissociació entre crítica i història de l'art "la historia del arte necesita tener conciencia de la naturaleza del arte y experiencia del arte concreto para distinguir si un cuadro o una estatua son obras de arte […] un crítico que juzga una obra de arte sin hacer su historia juzga sin comprender", ja que la comprensió última d'una obra d'art a part del coneixement del seu sorgiment i història. I, per tant, estudiar una història crítica de l'art és estudiar les relacions entre art i gust, és a dir, les accions de l'art sobre el gust i les reaccions del gust sobre l'art. D'aquesta manera, Venturi planteja com l'objectiu del seu text fer una història de la crítica d'art que tinc com a finalitat la generació d'un judici artístic, i així el lector pugui traçar una història crítica de l'art. La història de la crítica - que Venturi procedeix a realitzar en els següents capítols del llibre en analitzar les idees que es tenen de l'art des de l'antiguitat fins al segle XX - oferirà, llavors, un coneixement de les relacions entre el concepte general d'art - donat per la història de l'estètica - i l'àmbit de les intuïcions o el gust a través del temps.

### Grecsiromans
Començant pels plantejaments de l'art de Plató i Aristòtil que "constituyeron las bases de todo el pensamiento posterior", Venturi planteja la dicotomia entre l'art com una relació amb déu i els somnis o la fantasia - concepció platònica de la inspiració del poeta -, i d'aquest com una imitació de la natura - concepció aristotèlica -. No obstant això, fa la distinció entre arts creatives i arts imitatives, aquestes últimes estant subordinades a les primeres (ja que estan separades tres graus de la veritat), i que a més constitueixen el que avui s'entén com a art, per així fer al·lusió la condemna platònica de les arts. D'altra banda, també es matisa el plantejament aristotèlic de les arts en citar la Política, en la qual s'esmenta la importància de l'ensenyament del dibuix no tan sols com a eina d'imitació de la natura sinó que també per assolir el judici de la bellesa del cos humà, és a dir l'art passa de ser una forma de mimesi a una forma de crear bellesa.
En el cas de Xenòcrates, Venturi reconeix en ell un intent de trobar la perfecció de l'art en termes del caràcter específic d'un artista, ja sigui Apel·les o Lisip. No obstant això, aquest va seguir guiant-se per models morals per jutjar l'obra en base al tema representat i, igualment, la mimesi com a criteri generalitzador per a la valoració de l'art va seguir estant vigent més enllà de la consideració mitjançant criteris específics a l'artista, aïllada a Apel·les o Lisip.
D'altra banda, a l'antiga Roma, es van revaloritzar artistes grecs que no havien gaudit de reconeixement en el seu temps en desfer-se de la idea de progrés artístic. S'assumeix que tot artista arriba a la perfecció, ja que no existeix una perfecció artística general que es pugui assolir o de la qual es pugui decaure. A causa d'aquest interès per l'art anterior a ells, a Roma es va facilitar el sorgiment d'espectadors entesos amb una sensibilitat artística que, en comptes de guiar-se per la perfecció tècnica a l'hora de valorar una obra, van donar major consideració a la capacitat d'invenció o fantasia. És a dir, hi ha un ressorgiment de la concepció platònica de l'art com a forma sensible de La Idea i que Venturi vincula a l'estètica Hegeliana.
Quan parla d'arquitectura antiga, Venturi exposa el problema de la diferent naturalesa d'aquesta, pel que fa a la pintura o l'escultura, en no ser imitativa i presenta la solució de Vitruvi de triar a la columna com l'element artístic de l'arquitectura, ja que posseeix unes proporcions similars a les del cos humà. A causa d'això, estableix que la història de l'arquitectura antiga consistirà en la història i classificació de les columnes.
Per acabar, es presenten una sèrie d'antinòmies presents en la crítica d'art de l'antiguitat: racionalitat i irracionalitat, lleig i bell, finit i no finit, forma i color. S'exposen una varietat de testimonis de l'antiguitat a favor o en contra d'un oposat antinòmic o un altre, però Venturi remarca que més que buscar solucions en ells cal estudiar els seus criteris i els problemes que van plantejar per desenvolupar-los en la historiografia actual.

### L'edat mitjana
De l'època medieval, Venturi destaca la nova fe en la fantasia com a recurs per aconseguir a Déu sobre la mimesi o el coneixement de la realitat, i, per tant, la creació de regles de l'art alienes a les de la naturalesa. Aquesta superació del concepte d'imitació és vinculat amb el d'emanació de Plotí el qual estableix que l'objecte material es converteix en bell tan sols "en tanto que participa del pensamiento que procede de la divinidad". Això posa a l'acte de fantasia sobre a la còpia però per sota del pensament o la facultat de contemplació, que constitueix a la mística. D'aquesta manera, per Plotí, l'art medieval transcendirà la naturalesa en recerca del diví. Així mateix, Plotí presenta al concepte d'intuïció com un procés místic en què l'ànima s'allunya de la matèria per tendir cap a la bellesa d'un suprem bé. S'observa cap a l'interior i no l'exterior, observació que es traslladarà a l'activitat artística, ja que té el mateix objectiu d'arribar al coneixement diví.
D'altra banda, Sant Agustí llegava la transcendència de la forma, donant-li així valor a la idea que resideix a la imatge (Crist) sobre la forma en què està representat (un be, pastor, etc.). A causa d'aquest gust per l'abstracció, Sant Agustí va situar a l'arquitectura i a la música sobre la pintura i l'escultura. Aquesta preferència va tenir gran difusió a l'edat mitjana i a ella es deu el floriment de l'arquitectura romànica i gòtica. Posteriorment, al segle xiii, Sant Tomàs reconeixerà el valor dels sentits de la vista i l'oïda com una font de coneixement de tipus intuïtiu, és a dir, identifica el coneixement interior amb l'exterior, i fa de la fantasia i la imaginació "un depósito de las formas recibidas por los sentidos". No obstant això, malgrat aquestes formulacions teòriques, durant aquest període encara no s'ha formulat cap estètica, ja que, dins de la filosofia, només es tractava tangencialment a l'art i aquest segueix sent concebut com un ofici manual.

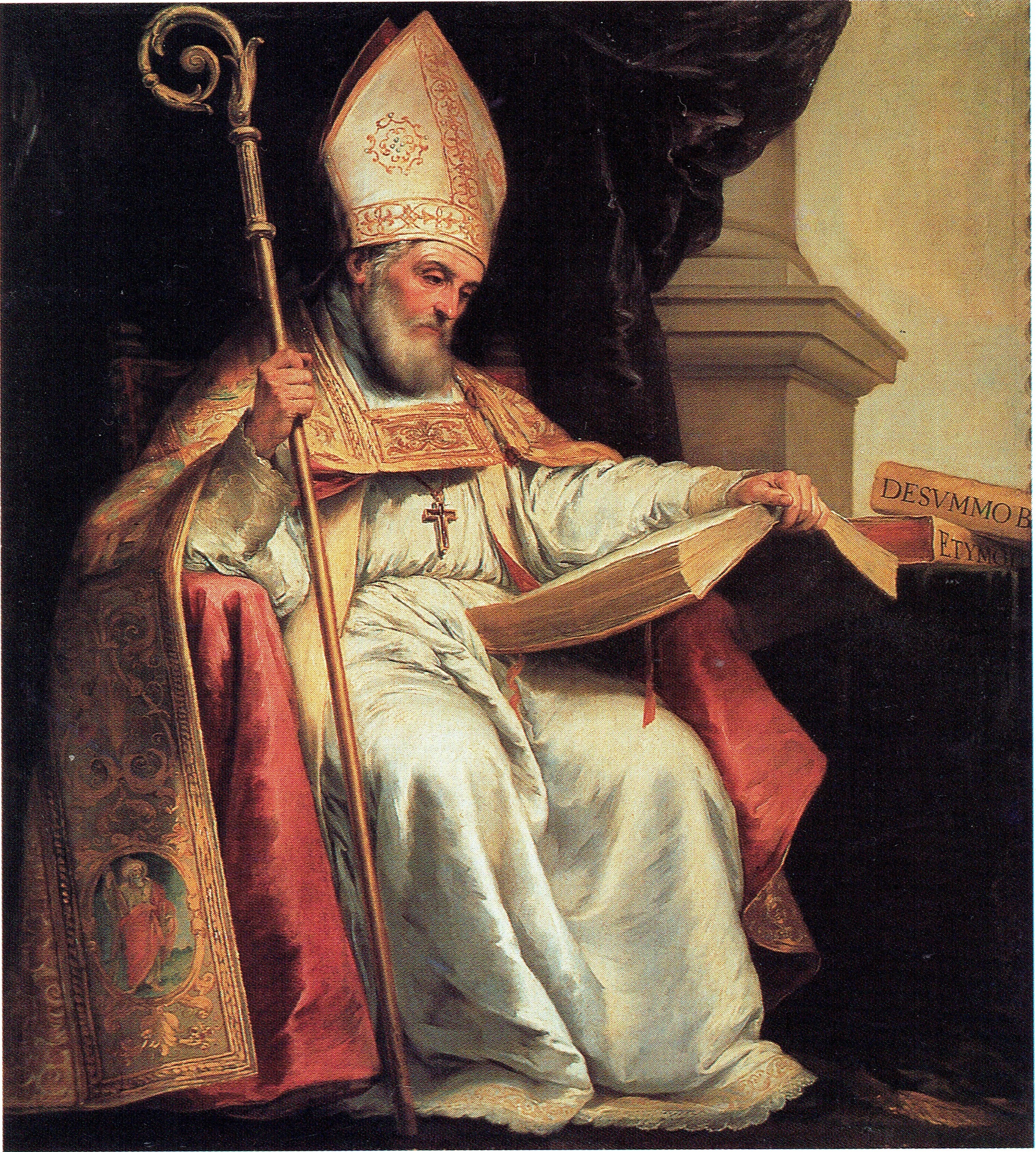
Retrat de Isidor de Sevilla por Bartolomé Esteban Murillo a la Catedral de Sevilla, 1655

Un resultat de veure l'art com artifici humà va ser la teoria de l'ornamentació. Per Isidor de Sevilla és l'ornamentació o venustas on resideix l'aspecte artístic de l'arquitectura, desvinculant així de la idea de bellesa arquitectònica de Vitruvi en tant imitació de les proporcions de la naturalesa. En el seu tractat d'òptica, Witelo també li conferirà més bellesa a les coses artificioses que a les naturals, així mateix plantejarà el problema de la distància en què s'ha d'observar una obra per percebre de la forma més bella i, d'acord amb la tradició neoplatònica, relacionarà la bellesa a la llum; reflexions que Venturi comenta que rescataran al XIX amb l'impressionisme. De la mateixa manera, l'arquitecte Villard d'Honnecourt desmarcarà a la teoria de les proporcions del caràcter antropomòrfic que li va donar Vitruvi en reduir les imatges a formes simples amb una única preocupació d'objectivitat i tendència generalitzadora dels esquemes. En resum, es busca la bellesa a través de l'abstracció i no la imitació.
Durant l'edat mitjana van prevaler els receptaris i tractats com a forma d'escriptura artística. Venturi proposa al tractat de Teòfil del segle xii com el més ampli de tots. Aquest tractat s'enfoca primordialment en la barreja dels colors i l'aplicació de llums dins dels contorns, ometent al dibuix com a imitació de la naturalesa, per infondre un determinat missatge diví. Per tant, Venturi lliga aquesta assignació moral a la forma i a la contemplació mística de la llum i el color, que li resta importància a la representació, a l'art modern formalista. Un altre tractat esmentat és la Guia de la Pintura de Dionís de Fourna, el qual introdueix el tema de la iconografia i de l'art com a eina didàctica. D'acord amb Venturi, l'artista podia obeir el dogma iconogràfic perquè la seva llibertat requeia en la lliure ornamentació. Així mateix toca el tema de la por del cristianisme cap al fetitxisme de la imatge i la solució artística que proposa Sant Agustí a privilegiar la contemplació abstracta sobre la figurativa.
Finalment fa referència a la nova consciència de l'art del trecento florentí. Primerament s'ocupa de Dante del qual interpreta "en Dante no encontramos un nuevo concepto de fantasía, aunque sí una nueva fe en la fuerza de la fantasía en tanto que actividad sensible y humana. Y es ésta la fe que anuncia la época renacentista". Com a conseqüència d'aquest pensament es comença a rebutjar l'ornamentació. Sant Bernat i Boccaccio (en parlar de la pintura de Giotto di Bondone) servint d'exemple de arremetedores del luxe de les esglésies o els mosaics romans d'Orient. Mentrestant, Cennini també considera que l'artista ha fantasiejar sempre que les fantasies semblin realitats, fonamentarà l'art sota un discurs de l'amor i la gentilesa i, així mateix, li donarà importància a la còpia del mestre i recuperarà el paper del dibuix com a base de la pintura. No obstant això el dibuix, més que l'acte material, és aquell en la ment de l'artista, establint així les bases de la mentalitat renaixentista de la liberalitat de les arts plàstiques.

### El renaixement
Sobre aquest període Venturi recalca el canvi de mentalitat de l'artista humanista florentí del xv, el qual entén a la naturalesa a partir de paràmetres antropocèntrics com la ciència. Així mateix, fa notar que la religió segueix present per a l'artista renaixentista només que aquesta es converteix en una religió de l'home, des del qual es pot mesurar i interpretar tot l'univers. D'aquesta manera sorgiran postulats, com la representació en perspectiva lineal o els càlculs de les proporcions humans, a partir dels quals s'entendrà al món exterior.
Venturi proposa als Commentari de Lorenzo Ghiberti com text renaixentista avant la lettre, llibre que beu de les concepcions de l'art de l'antiguitat - posicionant al dibuix i a la forma com a base de la pintura i l'escultura i, a la vegada, ressalta la importància del raonament durant la creació d'una obra d'art, la qual cosa portarà a poder considerar que l'art italià de finals del XIII i principis del XIV té el mateix valor que el de l'antiguitat. No obstant això la idea de decadència artística perdura i Ghiberti la s'inscriu en els artistes contemporanis a ell i fins i tot a si mateix.
D'altra banda, De pictura d'Alberti és presentat com la concreció de l'ideal renaixentista i amb l'objectiu de ser la teoria per al nou art florentí de la XV (amb exponents com Brunelleschi, Donatello o Masaccio). El seu propòsit era de construir un nou art pictòric a partir de la naturalesa, emperò seguia defensant l'estil figuratiu de l'art; objectiu que va influenciar a tots els pintors florentins fins a finals del XV. Aquesta aproximació a l'escriptura artística es desfà del receptari tècnic i apropa a l'art al pensament científic. D'aquesta manera la tasca del pintor consisteix a representar el que es pot veure i, per tant, Alberti rehabilita les aparences que Plató havia condemnat. D'altra banda tots els elements de la representació havien d'estar subordinats a la forma plàstica perfecta, és a dir la de l'home: ja sigui el color mitjançant el clarobscur, les altres formes mitjançant un sistema de proporcions i l'espai que unifiqués a tots els elements (tancats en si mateixos) mitjançant la representació en perspectiva lineal.
En el cas de Leonardo, Venturi explica al trànsit de la XV al XVI com una matisació al punt central que ocupava l'home davant la naturalesa. En trobar les limitacions de la ciència es comença a traçar una diferència entre l'art i aquesta, i així es busca una nova legitimació. Venturi posteriorment explica que Leonardo no considerarà a la figura humana com la forma plàstica perfecta de la qual deriven totes les altres. Leonardo ja no n'hi haurà prou amb el coneixement de la forma humana, sinó que tindrà un afany d'universalització; conèixer tots els aspectes de la naturalesa i la relació de l'humà amb aquesta. Conseqüentment, desenvolupa la perspectiva aèria que tindrà en consideració a l'aire, els efectes d'aquest sobre les figures i a les ombres com a element unificador entre elles.
Hi va haver idees reaccionàries que intentaven rescatar la tradició florentina de la XV, basada en la forma plàstica, com les de Miquel Àngel. Tanmateix, Venturi veu en les seves obres una forma que va molt més enllà del purament plàstic (especialment en aquelles inacabades), la qual cosa relaciona amb la, també conflictiva, personalitat de l'escultor. Mentre que Leonardo condemnava a l'escultura, ja que no permetia la creació d'una perspectiva aèria, Miquel Àngel condemnava certs tipus d'escultura - aquella que es fes per mitjà de l'adhesió de parts - i a la pintura de tradició flamenca, que posava al paisatge sobre la figura humana. És a dir, Miquel Àngel buscava, com Alberti, una representació que partís de la figura humana. No obstant això, la gran influència que va exercir Miquel Àngel en l'art manierista i modern es tornarà a la contra dels seus principis teòrics en prendre com a font la matisada figurativitat de les seves obres inacabades.
Són les idees d'Alberti les que s'escampen arreu d'Europa durant el XVI: artistes com Albrecht Dürer escriuen tractats, com De artificiali perspective, que porten a l'extrem la recerca de mesurar i proporcionar minuciosament al món. Distanciant-se de la tradició dels tallers germànics, Dürer, com Alberti, considera l'art una teoria més que una pràctica. Tanmateix Venturi remarca que per Dürer no n'hi havia prou la pretensió de racionalització de l'art per arribar a la perfecció, sinó que era necessària una intervenció divina, però aquesta impossibilitat no era argument per abandonar aquesta tasca. D'aquesta manera Albrecht Dürer resol amb el seu rigor moral la crisi de la bellesa objectiva dels postulats d'Alberti.

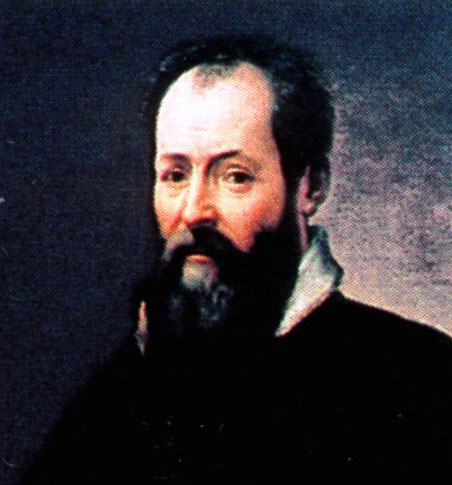
Giorgio Vasari (1511-1574)

Venturi identifica en el projecte de Giorgio Vasari, de crear una història de l'art a partir de les vides dels artistes, una novetat en explicar l'art com a imitació dels grans mestres (en concret el seu mestre, Miquel Àngel) més que la imitació de la natura, ja que aquests ja la van arribar a imitar amb la màxima perfecció. Per tant, es col·loca la idea d'imitació de la natura entre altres com la diligència, l'estudi i el coneixement de les ciències, no obstant, no s'inclou a la imaginació, omissió que Venturi identificarà com un error. Així mateix, el dibuix, per la seva suposada naturalesa inventiva, es tornava a situar com la base de totes les arts. Conseqüentment, Vasari proposa a l'art de la XVI com el més perfecte (fins i tot per sobre del de l'antiguitat) després de la seva refinament en els dos segles anteriors. Tot i això, la perfecció era tal que l'únic que podia succeir era la decadència. Així i tot, sota la influència de Aretino, Vasari problematitza el supòsit que la imitació dels grans mestres porta a la perfecció en reivindicar la coexistència del gust colorista venecià juntament amb el figuratiu de Miquel Àngel, però, sobretot, en argumentar que les obres de la darrera etapa de Rafael perden mèrit en estar altament influïdes per Miquel Àngel. Venturi recalca aquest fet, ja que identifica aquí un origen a la seva pròpia concepció de l'art, que afavoreix la personalitat de l'artista (i que la perfecció pot existir a partir de cadascuna d'elles), tot i la tendència de Vasari d'imitar el gust de Miquel Àngel en les seves obres i en la majoria dels seus escrits crítics.

### El períodebarroc
Durant aquest període el llegat del renaixement s'escindeix en dos principis: aquell que busca imitar la natura mitjançant l'art i un altre que busca la perfecció a través de les maneres dels grans mestres. No obstant això, el primer és obstaculitzat per la gradual creació d'un mètode científic, començant per Galileu, per a l'estudi de la natura molt més precís que aquell de la representació artística. La fe en que l'art desentranyava la veritat de la naturalesa ja no podia ser concebuda de la mateixa manera. Per tant, en rebutjar la recerca d'una veritat, La Idea, es rescaten la tradició veneciana i el seu sensualisme colorista i un realisme filtrat per la passió de l'artista, l'origen del qual Venturi troba en Caravaggio i detecta posteriorment en Velázquez, Rubens, Van Dyck, Rembrandt, entre d'altres. Malgrat aquest rebuig, cert ideal calia també en el manierisme per triar la maniere a la qual copiar, paradoxa que segons Venturi, va portar a un eclecticisme en l'art manierista.
D'altra banda, en el XVII després del Concili de Trento, es exacerba la tendència que l'art i l'escultura no escometessin contra la moral catòlica. Això va portar a la creació de literatura artística que proposava models de representació que acatessin aquestes normes, per exemple De pictura sacra (1634) del cardenal Federico Borromeo. L'establiment de paràmetres fixos impedirà qualsevol tipus de representació religiosa aliena a l'oficial, el que va portar al rebuig d'artistes com Caravaggio. Així mateix la nova i rigorosa concepció racionalista-mecanicista de la ciència, iniciada amb Descartes i continuada per Locke i Leibniz, va comportar a una consciència de la diferència entre les formes d'operar en l'art i en la ciència en la Itàlia del segle xviii. Conseqüentment l'art deixa d'intentar trobar l'aparença de la realitat i enfocar-se en el versemblant.
A la crítica d'art de la XVII, Venturi la divideix en dues categories: la primera consisteix en aquella basada en La Idea, que té com a exponents als Carraci, Bellori i Poussin i a Roma com a principal localització. La segona es basa en la sensibilitat pictòrica, amb Venècia com a centre, i a Boschini i De Piles com a exponents.
De la primera, Gian Pietro Bellori (1615-1696), tenia a Anibale Carracci com un enviat de Déu a la Terra per restaurar a la pintura (que s'havia degenerat després Rafael). Com Vasari, Bellori proposava una història de l'art partint de les vides dels artistes i, al seu torn, rebutja als manieristes, que s'allunyen de La Idea al limitar-se a la còpia dels mestres, als naturalistes, que es deixen seduir per les aparences dels colors i no busquen la veritat en la forma i la racionalitat. Nicolás Poussin (1594-1665), com a director de l'Acadèmia de Belles Arts, imposarà idees similars a les de Bellori a l'art academicista. El naixement del concepte de belles arts, que diferenciarà a l'arquitectura, pintura i escultura definitivament de les arts mecàniques, està necessàriament lligat a la concepció que hi ha una teoria racional, un ideal (anomenat manera magnífica per Poussin i posteriorment conegut com a grand goût) al qual aspirar que, com a conseqüència, crearà una jerarquia de gèneres. Venturi interpreta aquesta imposició de principis rígids com una indiferència del gust.

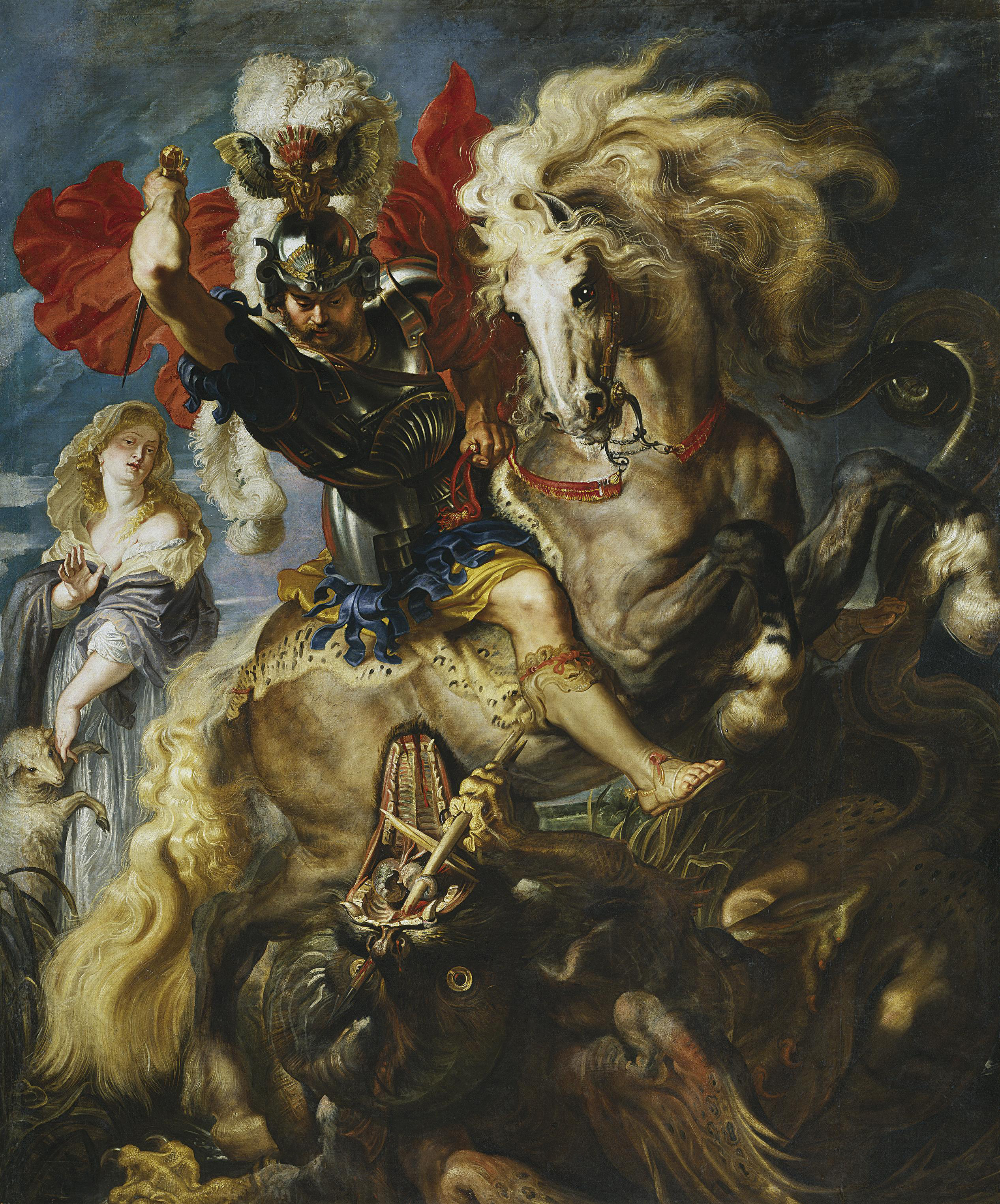
Sant Jordi i el drac de Peter Paul Rubens

A la segona categoria, Marco Boschini (1613-1678), tot i no formular cap teoria que restauri el sensualisme dins el context academicista, opinarà no tant a través de les idees exteriors imposades sinó que mitjançant la seva manera de sentir la pintura; metodologia que Venturi veurà com encertada i que vincularà a les reflexions del caràcter sensible de la imatge que esdevindran en el naixement de l'estètica en els segles posteriors. Per Boschini els venecians Tiziano, Tintoretto i Veronés eren la perfecció en la pintura juntament amb aquells de tendències venecianes com Velázquez o Rubens.
En concordança amb això, Boschini estableix que "en teoría el dibujo sea el fundamento de la pintura, en la práctica […] lo que da vida al dibujo es el color". A París, Roger de Piles (1635-1709), màxim representant dels Amateurs, independents dels artistes oficials, fa una apologia de Rubens, qual cosa desperta una querella entre els que defensaven a Rubens i el color en contra dels academicistes defensors del dibuix i el grand goût. D'altra banda De Piles definirà la noció de geni com "la luz del espíritu y el talento adquirido con el nacimiento", figura que considerarà imprescindible per a l'existència de l'art. Un geni, o home d'esperit, pot prendre llicències artístiques en contra de les normes si són adoptades a propòsit, de la mateixa manera que pot jutjar un quadre encara que no estigui educat en els principis artístics, que tant poden perfeccionar com corrompre al geni. De Piles també trenca els prejudicis contra la jerarquia de gèneres i defensarà la pintura de Pieter Breughel. Venturi compara De Piles amb Descartes en intentar formular una crítica d'art racionalista, ja que intentarà buscar les màximes de l'art en la raó i no en el que hagi dit alguna autoritat prèvia, però té les seves reserves, ja que continuava acceptant molts postulats convencionals sense oposar-se sistemàticament a ells, i, per tant, continuarà movent-se en el terreny del gust.

### Il·lustracióiNeoclassicisme
L'art en el segle xviii va ser objecte d'investigacions, discussions i teories que van donar lloc a resultats molt importants. En aquest segle, per primera vegada, es va parlar de l'autonomia de l'art de la mà d'una nova ciència filosòfica, la filosofia de l'art, anomenada estètica. La crítica de l'art va trobar la seva forma expressiva en les crítiques de les exposicions. També, la història de l'art va ser concebuda com un fet independent de les vides dels artistes, i esperit. Per assolir aquests resultats va ser necessari assumir ideals del Renaixement de l'antiga Grècia.
Els millors pintors del segle xviii van mantenir, encara que modificant, l'orientació del gust dels més cèlebres pintors del segle xvii. Roger de Piles havia obert una via al gust francès. Més tard va néixer l'artista que va arruïnar la tradició poussiniana: Watteau. A Chardin i a Fragonard els va tocar desenvolupar el seu gust en la tradició que Watteau havia fundat.
Hi va haver un gran moment decoratiu que va anar acompanyat del moviment pictòric del segle xviii, transformant el barroc a rococó. L'escultura, mentrestant, se subordinava al model de la pintura, fins que amb Houdon, aconseguís nous valors. Així que, el Rococó va representar un correctiu de barroc i, al seu torn, una afirmació de la llibertat de la fantasia, que feia valer els seus drets també davant del classicisme.
Cap a la meitat del segle xviii es va delinear una reacció, moral i intel·lectual en contra d'allò pictòric i del rococó, perquè el rococó s'havia associat massa a les classes aristocràtiques i a aquella mena de vida artificial que més tard la Revolució francesa destruirà. Per aquest motiu, els artistes es van interessar, igual que Greuze, per les expressions de tipus sentimental, amb pretensions pedagògiques. Va ser una reacció intel·lectual, perquè les noves excavacions a Pompeia i Herculà i, en general, el més intens interès envers l'art grecoromà fer entendre la serietat i la grandesa de les obres mestres de l'antiguitat.
Els homes del segle xviii es van contentar amb manifestar les idees que atribuïen als antics a través d'una forma imitada dels grecs o dels artistes del Renaixement. Va sorgir, amb això, el tipus de pintor filosòfic, encarnat en la figura de Mengs.
Pot ser perquè va ser considerada, aquella, més aviat una reacció filosòfica que artística i va estar guiada per principis basats en els sentiments, es va separar d'una manera tan visible de la tradició com es fa difícil trobar en una altra època de la història l'art. Els dos representants típics d'aquesta reacció són, exceptuant Mengs, el pintor francès David i l'escultor italià Canova.
Les generacions del Rococó i les del Neoclassicisme s'han, fins a cert punt, creuat: dos gustos s'oposen. A principis del segle xviii, tres pensadors plantegen el problema de l'art des de punts de vista força diferents. Dubos que es complau amb la pintura de la seva època i amb el Rococó, Shaftesbury, gust pel neoclàssic i Vico que difonia el gust romàntic.
Deien que no era possible entendre la Il·lustració, fonamentada en l'experiència humana i oposada als principis transcendentals, a les idees innates i al rebuig de les sensacions i la imaginació, sense apel·lar a la figura de Locke, qui havia revaloritzat les sensacions i admès la reflexió només mentre que un pensar sobre les sensacions rebudes. Estava interessat per l'art com un assumpte de sentiment, per aquest motiu, no són les normes intel·lectuals les que ho han de jutjar, sinó la sensibilitat, la imaginació i el gust. Tal concepció de la crítica de l'art representa un progrés. A més posseeix una veritat absoluta i eterna, que l'estètica posterior formularà amb molt més encert sense modificar les seves principals directrius.
Diderot pertany als enaltidors del sentiment: passions. La seva obra Pensées philosophiques (1746) s'inicia amb un himne a les passions: “Il n'y a que les passions, et les grandes pasiones, qui puissant élever l'âme aux grandes choses. Sans elles, plus de sublime, soit dans les moeurs, soit dans les ouvrages; les beaux-arts retournent en enfance, et la vertu devient minutieuse”.
La consideració de l'art com a sentiment formava part integrant d'una nova concepció de l'art com a sentiment formava part integrant d'una nova concepció de la realitat, basada en les passions, a les quals s'atribuïa un valor essencial. Responent als qui objectaven que el gust exempt de normes estables i eternes es converteixen en alguna cosa capritxosa.
Després d'haver abolit l'absolutisme de la raó, i rebutjat el valor de les normes, la major part de discussions hagudes en el transcurs del segle xviii van girar entorn del gust, al geni, al plaer o sentiment artístic, a la imaginació i al pintoresc. Abans del segle xviii les crítiques d'art van haver de situar-se en els tractats d'art i en les biografies dels artistes. En el segle xviii, però, ha aportat mitjançant les exposicions la possibilitat dels informes crítics, és a dir, la crítica d'art ha trobat la seva forma natural. Escriure únicament per plasmar l'opinió individual sobre un determinat grup d'obres o d'artistes. Alguns d'aquests artistes eren contemporanis del crític, s'imposava el desig d'arribar als principis a través de la impressió directa de l'obra.
Una síntesi entre l'obra d'art i tots els elements que la constitueixen. La crítica d'art, fins i tot malgrat fer d'una manera precipitada i superficial, adoptava el caràcter de crítica d'actualitat. Això no hagués estat possible sense la filosofia de la il·lustració, i el seu nou interès per trobar les raons dels fets en l'anàlisi d'aquests mateixos. La crítica de les exposicions, pel seu caràcter d'actualitat, no va gaudir de molta estima, fins que Diderot l'ennobleix amb la seva passió per la veritat i la llibertat.
L'interès per l'art del passat, en el transcurs del segle xviii, era tan gran com per l'art contemporani.
L'Acadèmia francesa, en el transcurs del segle xviii, manté i estén la seva funció, i amb més vivacitat a partir de l'any 1747. En aquest mateix any es va publicar l'assaig de la Font de Saint-Yenne, que és el primer de tots els comentaris de les exposicions. Les publicacions sobre art es van fent cada vegada més nombroses.
La Font de Sant-Yenne es proposa interpretar l'opinió pública, i el que fa és interpretar les seves tendències tradicionals i acadèmiques. A aquest autor se li oposen molts altres que, per contra, prenen partit per l'art contemporani. El Conde Caylus aprecia i col·lecciona objectes antics i passa com un restaurador del gust clàssic de l'Acadèmia. Cochin adimira a Tiepolo perquè "il y a un nombre presque infini de moyens de faire belles choses, et que toutes les monières sont bonnes".

### Romanticisme i Edat Mitjana
El sentiment i la imaginació van ser considerats pels il·lustrats com instints del coneixement i adaptats a la raó per tal de conquerir la realitat i renovar la vida social. L'objectiu pràctic destacar sobre el teòric, de manera que la Revolució francesa va representar el triomf i la crisi de la il·lustració.
Les primeres forces espirituals que van destruir al neoclassicisme van donar vida al romanticisme. Rendint l'art grec el degut homenatge. Es va descobrir amb irrefrenable entusiasme que l'art que millor s'ajustava a l'ideal cristià ia les tendències místiques era l'art medieval. L'adhesió dels romàntics als artistes medievals ha estat de tipus religiós, moral, polític i sentimental. Hi va haver només un gran pintor d'estil romàntic, Delacroix : però, aquest no ha tingut cap relació formal amb l'Edat Mitjana, i si de cas els seus precedents es troben entre els pintors del Renaixement i del barroc. Han existit diversos grans pintors en la primera meitat del segle XIX: Francisco de Goya y Lucientes a Espanya, Constable a Anglaterra. Corot i Daumier a França. Però tots ells, més que ser romàntics o prerafaelites, el que fan és anticipar la nova forma del realisme del segle xix.
La crítica d'art actual no pot menysprear ni l'experiència de l'art primitiu, i ni molt menys la crítica primitivista dels romàntics.
Per jutjar les obres d'art existien les regles neoclàssiques, buides de contingut, i havia també un esperit de rebel·lió contra elles per part del Sturm und Drang: el que Wackenroder porta en si, com si fos un llegat de Déu, és una nova manera de sentir la humilitat del fidel davant l'obra d'art. Significava centrar l'atenció, amb una intensitat abans desconeguda, sobre la manera de sentir per part de l'artista. I tal és la importància de Wackenroder.
Les influències del pensament de Ruskin es troben, per tant, tant en el terreny de la moral com en el de l'estètica. William Morris (1834-1896), el seu més directe seguidor, més que un crític d'art o un artista, és un reformador social i un pioner del socialisme utòpic, com Owen i Fourier. Tanmateix, la seva violenta denúncia de la gran indústria naixent en aquells temps sobre les ruïnes de les tradicions artesanes, el va empènyer a la realització d'un veritable apostolat que es va concretar en la fundació d'una escola d'arts i oficis, en defensa de les tradicions, de la bellesa que es transmet de generació en generació i de l'art concebut com ethos popular o expressió de l'espiritualitat religiosa.

### La filosofia idealista i la història de l'art
L'estètica sorgeix a Alemanya a partir, més de l'experiència de l'activitat artística, de la reflexió sobre el concepte de l'art. Aquesta constitueix la raó del seu valor filosòfic, de major arrelament i seguretat que qualsevol altre anterior pensament sobre l'art, i és també la raó de la seva debilitat com a introducció al judici sobre l'art.
Se sap que el primer llibre titulat Aesthetica va ser el de Baumgarten, que era un mestre en l'anàlisi de la lògica escolàstica, va demostrar els límits d'aquesta. Es basava en la lex continuïtat de Leiniz, és a dir, en les percepcions fosques, confuses i diferents. Baumgarten va demostrar que el coneixement confús, és a dir, el de l'art, posseïa la seva pròpia perfecció, diferent, és clar, de la perfecció del coneixement diferent o científic. No obstant això, va considerar l'art com una forma activa de coneixement, encara que anterior al coneixement científic i diferent d'aquest.
Immanuel Kant (1724-1804) que també en l'àmbit de l'estètica, és el punt de partida del pensament idealista, reflexiona sobre tota la feina feta abans d'ell sobre el judici del gust, i anomena a la seva estètica: Crítica del judici. Kant va establir la distinció entre el subjectiu i l'arbitrari en l'àmbit de l'art, i va rebutjar en el judici artístic tota regla d'art, va fondre el concepte de bellesa amb el d'art, va distingir entre art i ciència, art i natura, i sentiment i imaginació i accentuar el caràcter espontani i original del geni productor d'art. Principis aquests, tan veritables que s'han convertit en patrimoni comú. Kant ha comprès que també l'art es troba dins d'una tradició que cal seguir però no imitar, perquè separar-se de la tradició significaria caure en la basta activitat natural, i d'altra banda imitar significaria renunciar a l'originalitat del geni. I això era una manera de reconèixer la tradició de civilització artística pròpia de la seva època i de negar la imitació de l'antiguitat.
En l'actualitat el concepte de bell ha estat exclòs del judici sobre l'art, judici que només té en compte com a norma, la personalitat de l'artista, val a pensar que hi hagi decaigut així mateix el concepte de lletjor. No obstant això, atès que el pensament idealista continuava mantenint la idea de la bellesa, és natural que en observar la seva insuficiència s'intentés buscar una manera de relativitzar i, per tant, es tractés de les modificacions de la bellesa i del concepte de lletjor. Kant havia anteposat a l'analítica del bell la del sublim i Friedrich Schlegel havia apuntat una teoria de la lletjor.
És aquí un principi que possibilita la superació de l'abstracta oposició bell-lleig: la síntesi dels dos oposats apunta cap al característic, concebut no ja d'una manera racionalista, com a objecte creat, sinó com a principi de l'expressió lliure i individual del subjecte.

### Filòlegs, arqueòlegs i pensadors en el transcurs dels seglesxixixx
És sabut que el segle xx, passades les primeres dècades, Taine va ser bastant fecund en les ciències històriques i filològiques i en les ciències de la naturalesa, però no pel que fa a la filosofia, i molt menys a l'estètica. L'estètica positivista, en efecte, no ha aconseguit cap resultat, ni fins i tot el de subratllar el caràcter alògic l'art. Gràcies a Hippolyte Taine (1828-1892), les idees van exercir una notable influència en la història de l'art, i representen l'estètica de tipus històric natural.
El Cours de philosophie positive (1830-1842) d'Auguste Comte va inspirar a Taine seva concepció determinista de l'art. I la Historie de la peinture en Italie (1817) de Stendhal li va oferir un suggestiu quadre del desordre, l'arbitrarietat i l'amoralitat de la vida pública i privada de la Itàlia durant el Renaixement, com a condició de la florida de la pintura. Per aquest motiu, Taine considera que l'obra d'art no és quelcom aïllat, sinó que, per comprendre-la, cal relacionar-la amb altres obres del mateix artista, amb l'escola o el grup al que l'artista pertany i amb el món que l' rodeay el gust està en si consonància amb el seu.
L'error comença quan Taine creu que aquest milieu constitueix la causa de la pintura. I es tracta d'un doble error: primer de tot no té en compte la llibertat de la creació individual i després materialitza el milieu com si fos una cosa física. D'altra banda, diu acceptar totes les escoles i tots els gustos, fins i tot els més oposats, però, segons ell, la pintura italiana ha arribat a la perfecció entre 1475 i 1530; abans d'aquesta data era imperfecta i després d'aquesta corrompuda.
El primer manual d'arqueologia de l'art és realitzat per Müller (1830). Va ser un filòleg mes que arqueòleg, es va proposar realitzar una història global i projectar un compendi general de les obres de l'art antic. Aquest contingut cultural havia d'assumir fàcilment la forma d'enciclopèdia: Paul-Wissowa pel que fa a l'antiguitat clàssica, i Kraus en la referent a l'antiguitat cristiana donar en forma el seu públic el manual d'història de l'art de Klauger, que va exercir una gran influència, no només a Alemanya. També sap distingir en el terreny de l'arquitectura, o que en ella hi ha d'artístic del que és una mera pràctica constructiva.
El manual més popular introduït i tornat a publicar en el segle xx, va ser el de Springer, aparegut en 1855. Els lligams amb el positivisme són aquí majors, l'art és imitació de l'art, i és concebut, no com una activitat original, sinó com una intuïció variable segons els costums dels pobles.
Un tractat teoricopràctic que va aconseguir gran difusió a França va ser la Grammaire des arts du dessin, de Charles Blanc (1880), on l'experiència històrica de l'art pretén ser organitzada d'una forma sistemàtica, i en la qual la manca de tota classe d'idea dominant irrita, més que res. Es tracta d'un classicisme de forma, sense profunda convicció, i sense ssensibilidad artística.
L'arquitecte Gottfried Semper (1803-1879) va ser qui va donar un caràcter universal i unes bases estètiques al moviment tècnic. Aquest rebutja tota mena d'idealisme, i es mostra partidari de la iència natural, tipus Darwin. No s'interessa per la vida íntima de l'art, sinó per l'evolució de les formes considerades essencials. Per a ell, l'origen de les formes essencials, dels tipus i els símbols de l'art, resideix en la tècnica. No presta atenció a la pintura ni l'escultura, sinó només a l'arquitectura ia les arts decoratives, els teixits, la ceràmica, els treballs amb metall, etc. L'experiència d'artífex pròpia de Semper era massa limitada, perquè els seus mateixos principis poguessin ser extretes les conseqüències estilístiques, en el pla històric, que més tard desenvoluparien Robert Vischer i Alois Riegl.

### La crítica francesa alseglexix
Al segle xix tant filòlegs com arqueòlegs i coneixedors, apartats
de l'idealisme pensaven que l'art del passat era al que havien dedicar el seu
temps i menyspreaven i intentaven oblidar l'art modern. Es va tenir en compte
art modern per tal de ressaltar alguns artistes contemporanis que millor
imitaven els temes i principis de l'art antic, és a dir aquells menys originals
com artistes.
En canvi a França es va desenvolupar una crítica de l'art
contemporani, gràcies també a una sèrie de pintors posats en el tema de la
crítica de l'Art com són: Delacroix, Ingres, Courbet, Manet, Cézanne, i
Gauguin. Això va continuar en el Romanticisme on també es van afegir poetes,
novel·listes que van fraternitzar amb els artistes i els quals emetien
judicis sobre les obres d'art exposades o alguna generalització de l'art
contemporani. La crítica francesa sempre ha buscat més enllà i, d'aquesta
manera, ha pogut trobar la consciència de l'art actual, tot i així s'ha d'entendre
que la història suposa interpretar el passat per enter el present.
Les bases conceptuals de la crítica francesa del segle XIX
es resumeixen en la idea de l'art com a creació i no com a imitació, i
aquestes són d'origen Alemany. La crítica francesa es fa forta en nom del
Romanticisme i en oposició al neoclassicisme. Pierre- Simon Ballanche (1776-1847), va publicar en el seu
assaig que l'art s'arrelava amb el sentiment, però Madame de Staël (1766-1817)
va publicar una tesi sobre el valor sociològic d'art que no centrava el
problema en l'estètica.
El 1840 es va publicar es va publicar el primer volum de
l'estètica de Hegel que intentava de trobar un sistema de pensament que unís
les intuïcions crítiques, Baudelaire va parlar sobre aquest llibre que es fa
inevitable tancar-se en un sol sistema, cal inventar constantment altre nou. L'estètica de Hegel malgrat no estar ben vistes a França, van crear sense cap dubte el que en diríem les bases ideològiques necessàries
per fer una veritable crítica. En el període neoclàssic hi ha una insatisfacció amb l'art
de David i també amb la seva Escola, ja que imita l'escultura antiga, no per
ser antiga sinó per ser una escultura. Es parla de la apriencia de l'art, i
que aquesta posseeix dues característiques, és fictícia i incompleta.
Pierre- Henri Valenciennes (1750-1819), va ser un pintor,
paisatgista i mestre dels millors paisatgistes neoclàssics i distingeix el
paisatge realista "qui nous fait voir la nature Telle qu'elle est"
ens fa veure la natura tal com és, i el paisatge històric "qui nous fait
voir la nature Telle qu'elle pourrait être''" el qual ens fa veure la
natura tal com podria ser. El primer es pinta amb el sentiment del
color, el segon amb el color del sentiment.
L'oposició entre classicistes i romàntics va ser més que
evident en el saló de 1824, uns anomenats els alumnes de homero i els altres
els de Shakespeare. Al saló els classicistes acceptar a Ingres i això va
suposar l'evol tipus d'expressió en nom de la forma escultòrica clàssica i estava convençut que la pintura havia de ser
el producte de l'escultura, i al seu torn aquesta de l'arquitectura. Els innovadors mai van ser admesos pels tradicionalistes,
ni van rebre els honors i favors de l'Estat francès, aquests van ser reservats
als tradicionalistes. Delécluze posseeix en part la responsabilitat d'aquesta
separació.Un dels problemes essencials de la crítica romàntica va ser
el de la pintura de Delacroix, quan aquest va exposar el seu primer quadre (Dante i Virgili). Adolphe Thiers (1797-1877) admirava David i era un convençut adversari dels seus imitadors, justificava la revolució que havia
passat en l'estil le grand goût, admirava el color flamenc i holandès encara que aquest color no encaixava amb el seu estil.

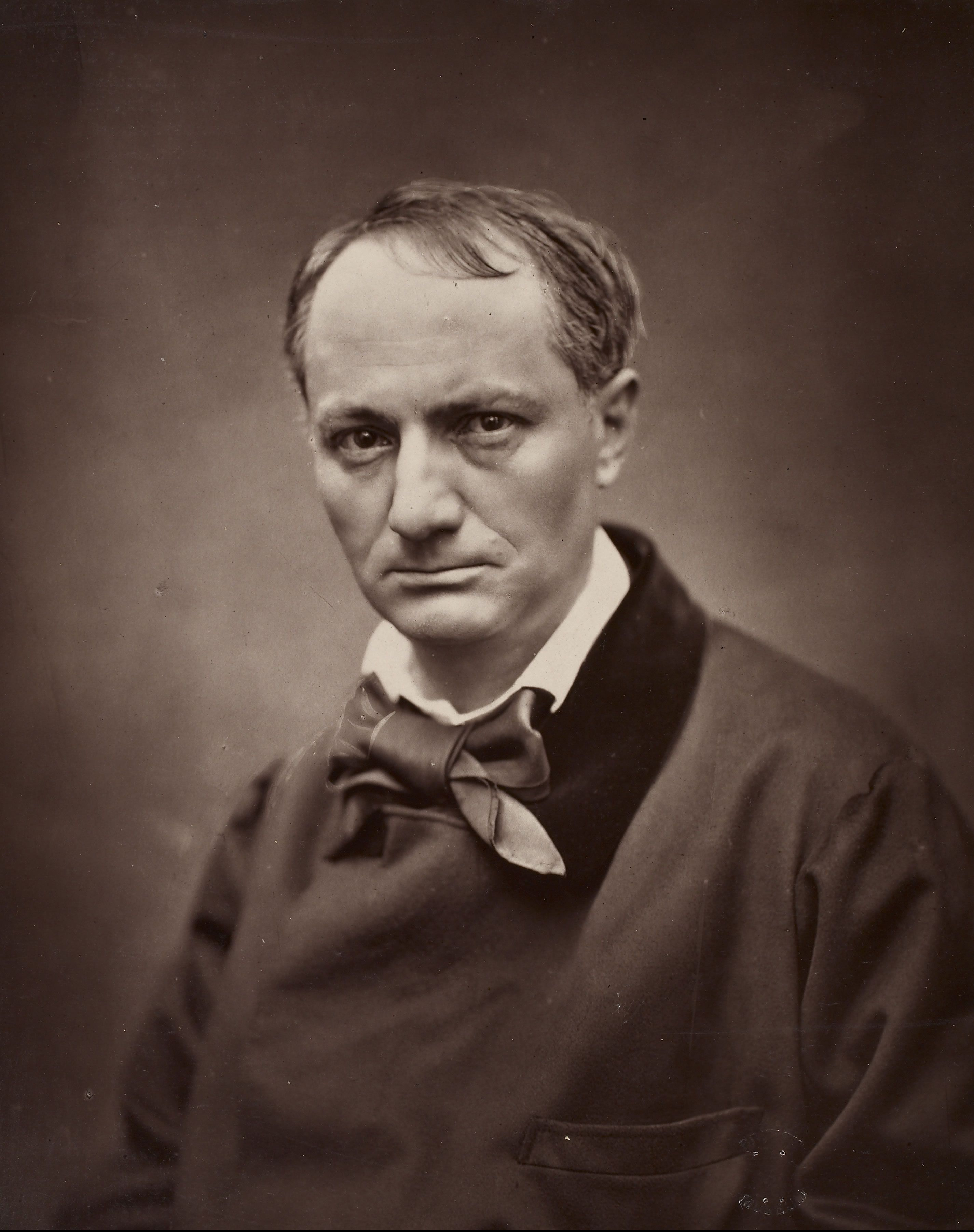
Charles Baudelaire (Paris, 1821-1867)

En 1827 Ludovic Vitet (1802-1873) va començar a plantejar
els problemes fonamentals per a la crítica del segle XIX: el de l'acabat
pictòric oposat al caràcter finit de la forma abstracta, i el de l'expressió
oposada a la composició neoclàssica.
Lenormant i Laviron van ser dos crítics d'art que van
intentar superar la lluita entre neoclàssics i romàntics, tots dos afirmaven
que l'únic gènere que havia progressat fins ara era el paisatge, i el
consideraven l'art del futur.
Baudelaire va dedicar els seus escrits a comentar els Salons elebrats des 1845-1847, el seu nivell és el més alt que la crítica
francesa hagi assolit mai. Baudalaire estima i odia però vol que les seves
passions no siguin arbitràries, sinó que abracin les més diverses
personalitats artístiques. Prefereix als imaginatius que il·luminen
les coses mitjançant el seu esperit i creen una màgia suggestiva, també
considera monstruós l'art filosòfic de tipus hegelià, ja que la pintura
suggereix sentiments i somnis però mai raonaments.Un dels més importants crítics realistes és Théophile Thoré
(1807-1868). Els seus primers assajos daten de 1832, però diu que el més
important són les seves Salons de 1844 a 1848. S'exilia i es dedica a l'art
antic, especialment holandès i anglès.
Thoré aconsella el retorn a la natura, admira Rousseau i el
considera el més important paisatgista de la seva època, però se li agrada més
el primer estil en esbós, el qual sota aquest es troba un món espiritual i que
gràcies a la ingenuïtat de la seva dibuix arriba fins i tot a aconseguir
l'elegància, per contra l'adoptat més tard està caracteritzat per l'acabat de
les obres.

### La crítica de l'art i el formalisme
El caràcter distintiu de la crítica contemporània es coneix
a partir de la comparació amb les anteriors, consisteix a arribar a la
distinció dels símbols visuals. En una obra d'art les línies i els colors són
l'art en tant que estan amarats del sentiment individual de l'artista. Per
exemple quan es jutja Rafael com lineal ja Tiziano com pictòric, no s'està
juzagando seva obra artística sinó més aviat dues tendències visuals que tenen
el seu origen en el caràcter.
Hans von Marées estava en oposició a l'efusió romàntica, va contraposar la
seva voluntat de forma, recollidora de les normes de la visió. Va sentir a
Itàlia la necessitat de retornar al clàssic, però mai es va convertir en
Neoclàssic.
Herbart era fidel a Kant ia la distinció que aquest últim
realitza entre bellesa lliure i bellesa adherent. Herbart creu que en el fet
d'admetre com incomparable la cosa en si reduir tot coneixement a
la forma i tota bellesa a forma lliure és sentiment. Amb això no dona a entendre
la seva oposició al contenidísimo amb el seu formalisme abstracte,
perquè per conèixer la bellesa calia fer una doble abstracció. El concepte de Einfühlung ser ja ressaltat per Herder,
considera el sentiment com a activitat espiritual que pren les formes de l'exterior,
com a símbols de la seva pròpia vida a causa de la simpatia que sent, envers
ells, de l'analogia entre els propis sentiments íntims i les relacions amb
l'exterior i de l'instint panteista d'unió amb el món.
Per acabar la teoria formalista de Konrad Fiedler (1841-1845) presenta la percepció subjectiva que està determinada a un sentiment o plaer i la obejetiva que és la representació d'una cosa. A mésigual que Herbart rebutja qualsevol idea sobre la bellesa, i també rebutja idees sobre l'art en general, i afirma que només es pot parlar d'arts en concret.

### La crítica sobre l'art al segle XX
La crisi de l'impressionisme esdevinguda en 1880, va sorgir la necessitat d'una teoria de la forma i la tendència de l'art bastracto. Les
dues grans revolucions pictòriques esdevingudes de 1905-1910 són les dels fauves i els cubistes. Pel que fa a l'aspecte filosòfic van suposar una revolta
contra la raó i un triomf de l'intuïcionisme bergsonià. Pel que fa al moral representar l'anhel de veritat a qualsevol preu.
Els futuristes Italians van veure ia les limitacions formals
que tenia el cubisme analític. Algunes idees van ser expressades per Boccioni
i es resumeixen en els conceptes de simultaneïtat i de dinamisme plàstic,
estan en contra de la estaticitat i l'objectivitat del cubisme i diuen que el
futurisme no té res a veure amb els objectes però si amb els estats d'ànim. El moviment artístic iniciat amb el cubisme es transforma en
un inútil neoprimitivisme o en un pitjor neoclassicisme, reacció al que el
futurisme tenia d'afí amb el cubisme, el antitradicionalisme.

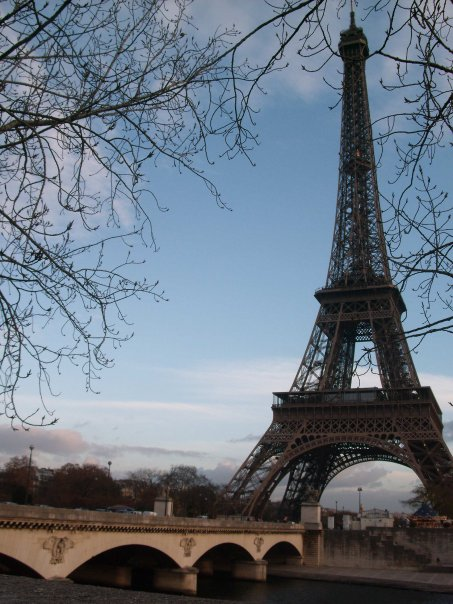
La Torre Eiffel, un exemple d'arquitectura contemporània.

Les afirmacions més reconegudes de l'art modern a partir delAIt
cubisme han estat fonamentades en el neonaturalismo formal dels cubistes, és a
dir, en el principi de la forma no representativa o no figurativa, de la
formació realitat i no de la forma-imatge. L'art esdevé l'expressió d'un món ocult i més veritabl, encara inaccessible a través de la intel·ligència; constitueix un mer acte
existencial. Les primeres bases de la poesia suprarrealista es troben en Jarry
i en Apollinaire, el poeta que abans de la guerra havia impulsat el cubisme i
el futurisme. La poesia, igual que la pintura és vida, i com a tal, no suporta el judici crític.
L'arquitectura moderna ha estat objecte d'un gran moviment d'idees. A la meitat del segle passat se sap que l'ús del ciment i del ferro va suposar un gran desenvolupament en les construccions d'alta enginyeria i que
van revolucionar els tradicionals mètodes de construcció. Per exemple la Torre Eiffel en el seu principi no és una obra d'art, era més aviat una afirmació de sinceritat o serietat constructiva en comparació amb les escolàstiques i
incoherents combinacions d'estils històrics. Pitjor la gran revolució
industrial plantejava dos nous problemes: la crisi de l'artesania i la
necessitat d'adequar les ciutats a l'enorme increment demogràfic.
A Anglaterra Ruskin i Morris veien la indústria com la causa
de la destrucció de les tradicions artesanes, en canvi a Alemanya s'afirmava
la capacitat de la indústria per millorar la qualitat de la producció artesanal, i afavorint en gran manera al progrés social. A Itàlia, Antoni de Sant'Elia va escriure el manifest de
l'arquitectura futurista on afirmava la necessitat que hi ha entre construcció
i decoració, també va fer una crida als arquitectes moderns afí que no
s'allunyessin de la seva fi artístic i no el confonguessin amb l'utilitarisme.

### Conclusions
Venturi conclou el text fent referència a Baudelaire com el màxim exponent de crític, el qual escomet un judici parcial a partir de la intuïció artística. Aquest coneixement intuïtiu i la passió per l'art són les herraminetas amb què el crític va a reconèixer "la fuerza que hace que una obra sea arte […] sea cual sea el gusto que la acompaña". És així com Venturi afirma que és l'experiència de l'art contemporani - la qual no té convencions ni judicis prefigurats - la que ensenya a veure l'art del passat, ja que si es fa el contrari es desconeix tot allò original i autèntic en la creació de l'artista i es pot arribar a "confundir la imitación de esquemas tradicionales con la creación, y la habilidad servil con la libertad del arte". Aquests esquemes i convencions són pertanyents al gust, contingent i efímer, i no a l'art.
Així mateix, Venturi explica que el crític i historiador ha d'estar obert a tots els horitzons des dels quals es pot estudiar una obra d'art. Adverteix que una metodologia formalista, com la construïda per Wölfflin i Riegl, sol dissociar la forma del tema i ignora a la personalitat de l'artista, però aquestes han sabut excloure els valors artístics associats únicament amb l'experiència amb la realitat, sense estar mediats per les formes i colors propis de l'obra artística. Tot i que Venturi troba en l'anàlisi formal "el único diapasón para juzgar el arte", no ignora que la creativitat humana no és un fet aïllat, de manera que per distingir la creativitat d'un artista, cal conèixer els seus condicionants històrics. D'aquesta manera conclou que la història crítica de l'art es distingeix de la història de l'art en què aquesta li atorga més importància a la funció crítica de la història, com en la preeminència que li dona a l'activitat crítica; sent la personalitat de l'artista el centre d'aquesta disciplina, la qual es plasma en formes i colors a través de la seva imaginació creativa. Venturi busca crear un discurs propi i vàlid únicament per a explicar l'art que sintetitza en el principi que "la historia del arte es la tarea de la crítica de arte", i que amb l'estudi del desenvolupament històric de la crítica, que porta a terme en el seu llibre, el lector arribi a acceptar aquesta identificació.

## Recepció
Malgrat haver escrit Història de la crítica d'art amb el públic americà al cap, aquest també seguia guiant-se per l'escissió entre art contemporani com a objecte d'estudi per a la crítica i art del passat per a la història. Diversos historiadors de l'art europeus resididos als Estats Units s'havien allunyat d'Europa en part com a reacció a propostes metodològiques que buscaven paral·lelismes entre l'art del present i passat, com l'Escola de Viena, que al seu torn va ser una gran influència per Venturi. Una de les figures més prominents d'aquest rebuig va ser Erwin Panofsky, que considerava els paral·lelismes formals traçats per l'Escola de Viena com a perilloses sobreinterpretacions. Igualment la metodologia de Panofsky, basada en fonts textuals i en la iconografia i que tenia l'alt renaixement italià com el dipòsit de valors universals humanístics, era incompatible amb aquella de Venturi.
No obstant això, en 1941, un any després de la seva arribada als Estats Units, Venturi imparteix una sèrie de conferències a la Johns Hopkins University les quals, a més d'escampar les idees de Benedetto Croce pel continent americà, es publiquen com una continuació de les idees exposades en Història de la crítica d'art amb el títol Art Criticism Now. Amb la seva tornada a Itàlia en acabar la guerra, a Venturi se li ofereix la càtedra d'història de l'art a la Universitat de Roma La Sapienza, on imparteix classes del barroc i d'art contemporani; una barreja que mai s'havia dut a terme en aquesta institució. Aquests cursos juntament amb les seves publicacions anteriors influenciaran a una nova generació d'historiadors de l'art italians com Guilio Carlo Argan, Cesare Brandi i Maurizio Calvesi, que sovint brindaran propostes més arriscades que les del mateix Venturi. A la resta d'Europa les propostes de Venturi trigaran més a tenir impacte, no és fins al gir teòric de 1968, amb l'auge de les teories de la recepció, que les idees de la relativitat del discurs de l'art i de la història seran rescatades.